# 金丸定光
金丸 定光 （かねまる さだみつ、? - 天正10年（1582年）3月11日）は戦国時代の武田氏の家臣。『甲陽軍鑑』によれば、金丸筑前守（虎義）の4男で、兄に金丸昌直（平三郎）、土屋昌続、秋山昌詮、弟に土屋昌恒、金丸正直、秋山親久がいる。『甲斐国志』によれば名を「定光」「昌義」とされるが、いずれも確認されない。
武田信玄・勝頼に侍大将として仕えた。『甲陽軍鑑』によれば長兄の平三郎は永禄3年（1560年）9月以降に武田信廉の被官・落合彦助により殺害されたという次兄の昌続は土屋家に、三兄の昌詮は秋山家に養子となっていたため、筑前守の跡を継いだ。父・筑前守は元亀2年（1571年）8月8日に死去している。
天正10年（1582年）3月の織田信長・徳川家康連合軍による武田領侵攻に際して、『甲陽軍鑑』によれば助六郎は弟の土屋昌恒と共に最後まで武田勝頼に付き従い、弟に先んじて天目山で戦死する。
子に土屋左馬助昌春があり、家康の次男・結城秀康に仕え、3万5000石を領し、のち越前国大野城代を勤めた。昌春は慶長12年（1607年）閏4月11日に秀康の死去に伴い殉死したため、昌春の子の土屋主殿忠次は5000石を加増された。